# Hiccoda dosaroides
Hiccoda dosaroides är en fjärilsart som beskrevs av Moore 1882. Hiccoda dosaroides ingår i släktet Hiccoda och familjen nattflyn. Inga underarter finns listade i Catalogue of Life.